# 桐生市立新里北小学校
桐生市立新里北小学校（きりゅうしりつ にいさときたしょうがっこう）は、群馬県桐生市新里町大久保にある公立小学校。かつては新里村が運営していたため、新里村立北小学校という校名だった。

## 沿革
- 昭和25年（1950年）4月 - 新里村立新里小学校大久保分校設置。
- 昭和27年（1952年）4月 - 山上分校を廃校、大久保分校に移る。
- 昭和34年（1959年）4月1日 - 大久保分校が独立、新里村立北小学校となる。
- 昭和39年（1964年）9月13日 - 校庭が拡張される。
- 昭和41年（1966年）7月29日 - プールが竣工。
- 昭和45年（1970年）2月24日 - 校歌制定発表会。
- 昭和57年（1982年）4月28日 - 新校舎竣工式。
- 昭和61年（1986年）2月20日 - 屋内運動場が竣工。
- 平成10年（1998年）10月19日 - コンピュータルーム設置。
- 平成12年（2000年）1月7日 - 外国語指導助手が着任。
- 平成17年（2005年）1月25日 - 新里村と桐生市が合併し「桐生市立新里北小学校」に校名が変更される。
- 平成24年（2012年）4月6日 - スクールバス運行開始

## 学校周辺
- 桐生市立新里中学校
- 桐生市立新里中央小学校
- 桐生市立新里東小学校
- 国道353号